# Davídek (hroch)
Davídek (31. července 1986 – 10. února 2017) byl samec hrocha obojživelného, který se narodil v ZOO Dvůr Králové. V pěti měsících se ho ujala rodina Ringellových a odvezla si ho ze ZOO. V té době vážil 50 kg. Paní Olga Ringelová se tak stala jeho náhradní matkou a pan Ivan Ringel náhradním otcem. Jejich dva synové s hrochem vyrůstali a ten je tak považoval za své sourozence a kvůli hroší rivalitě mezi sourozenci je nesnese ve své blízkosti. Jako malý se Davídek živil výhradně vanilkovým pudinkem, kterého spořádal 30 až 40 l denně.
V letech 1986 až 1989 vystupoval v cirkuse společně s tygry, přičemž jednoho z nich vozil na zádech. Toto číslo bylo zcela unikátní z celosvětového pohledu. V roce 1990 si zahrál ve filmu Dva lidi v zoo, kde proháněl ředitele ZOO. V roce 2015 se objevil ve filmu "The zookeeper’s wife", který měl v Česku premiéru v březnu 2017 pod názvem Úkryt v zoo.
Od roku 2008 Davídek žil v Zooparku Ringelland v Habrkovicích. Vážil 3 t, byl 4,5 m dlouhý a v kohoutku měřil 1,30 m. Jeho špičáky byly dlouhé 20 cm. Chodil po zooparku pod dozorem Ivana Ringela.